# 羽曳野市立はびきの埴生学園
羽曳野市立はびきの埴生学園（はびきのしりつ はびきのはにふがくえん）は、大阪府羽曳野市伊賀にある公立の義務教育学校である。

## 沿革
- 2018年（平成30年）4月1日 - 埴生小学校及び羽曳野市立羽曳野中学校を統合して開校。

## 通学区域
- 向野1丁目から3丁目まで、野々上1丁目、2丁目及び5丁目、伊賀1丁目、2丁目、5丁目及び6丁目、野245番地から527番地まで、樫山1番地から1番地の3まで、同2番地の4から12番地の1まで[1]

## 周辺
- 羽曳野市立埴生幼稚園 - 同一敷地内
- 羽曳野市立中央スポーツ公園
- 緑と市民の協動ふれあいプラザ
- 二度池
- 青少年児童センター
- 大阪府道31号堺羽曳野線